# Le Century
 (novembre 2014).
Le Century est un cinéma de quartier situé à Saint-Josse-ten-Noode en Belgique, inauguré en 1939 et qui cessa ses activités en 1976. Le bâtiment était représentatif du style « paquebot » de la fin des années 1930.

## Liminaire
La commune de Saint-Josse-ten-Noode était appelée « Little Hollywood » par le fait qu'historiquement la commune était et est toujours le siège de quasiment toutes les sociétés de distribution de films pour la Belgique et que plusieurs studios et laboratoires de développement y étaient établis. En outre, la densité de salles de cinéma renommées était parmi la plus forte des communes bruxelloises et ces salles étaient à la pointe des innovations techniques. Les bâtiments abritant les salles de cinéma étaient également des œuvres remarquables emblématiques du style de l'entre-deux-guerres. Pour nombre de personnes, le Century était même le plus beau de tous les cinémas de quartier.

## Historique
Édifié afin de revitaliser les environs de la place Saint-Josse et de la chaussée de Louvain (cœur historique de la commune bruxelloise de Saint-Josse-ten-Noode) et sous l'impulsion d'un commerçant local, le boucher G. Van Vlaesselaer, le cinéma Century ouvre ses portes en février 1939, chaussée de Louvain, au no 158-160, à proximité de la place Saint-Josse. Le programme pour l'inauguration de la salle comporte le film Lumières de Paris de Richard Pottier avec Tino Rossi et le dessin animé Blanche-Neige et les Sept Nains de Walt Disney, suivi, peu après, du film Les Aventures de Robin des Bois avec Errol Flynn.
C’est la deuxième salle de cinéma ouverte et exploitée à Saint-Josse-ten-Noode par Van Vlaesselaer, après celle du Mirano (1934). Il ouvrira une troisième salle en 1959, Le Marignan. Les salles de cinéma de la commune était regroupées en une société commerciale, « Les Cinés de St Josse », société qui exploitait également deux salles à Schaerbeek, le Savoy (anciennement dénommé le Dailly) et le Louvre (datant respectivement de 1936 et de 1957).
Parmi les films présentés en première vision figurent Le Troisième Homme en 1949, Rock Around the Clock en 1956, Le Pont de la rivière Kwaï en 1957 ou encore Le Gendarme de Saint-Tropez en 1964.
En 1976, victime de la concurrence de la télévision, le cinéma ferme ses portes et l'espace est alors occupé par un magasin d’électroménager. Deux ans après, en juin 1978, un incendie ravage l’ancien cinéma. La façade est préservée, quasiment intacte, et l'espace intérieur est transformé en galerie commerçante.
Dans les années 2010, seuls les deux étages supérieurs témoignent encore du passé de l'immeuble, les autres étant recouverts intégralement par des panneaux publicitaires.

## Description du bâtiment
L'architecte René Ajoux est chargé de dresser les plans de la salle. L'édifice, de style moderniste, a une structure en béton armé et comporte cinq niveaux de hauteur et de forme inégales. Alors que les étages inférieurs sont de forme concave, les deux derniers sont de forme convexe. Le large vestibule d'entrée est surmonté d'un vaste auvent. L'élégante façade monumentale présente un parement alternant bandes de carrelage émaillé de couleur jaune et rangées de fenêtres. La toiture est plate. Les étages sont divisés en deux travées symétriques par un pilastre qui supporte sur les deux étages supérieurs une enseigne lumineuse où est inscrite verticalement le nom du cinéma « Ciné Century ». L'ensemble est un remarquable exemple de l'architecture publicitaire de la fin des années 1930.
La salle, de forme parfaitement rectangulaire, pouvait accueillir 1 200 spectateurs, capacité qui sera réduite à 1 030 en 1967.